# Anna Pachurina
Anna Pachurina (ur. 7 lipca 1995 w Petersburgu) – rosyjska koszykarka występująca na pozycji środkowej, obecnie zawodniczka Dinama Kursk.
W styczniu 2020 została zawodniczką AZS-u Uniwersytet Gdański. 

## Osiągnięcia
Stan na 27 sierpnia 2020, na podstawie, o ile nie zaznaczono inaczej.
Drużynowe
- Mistrzyni II ligi rosyjskiej (2016)
- Zdobywczyni pucharu Rosji (2015, 2016)
- Uczestniczka rozgrywek Eurocup (2016–2018)

Indywidualne
(* – nagrody przyznane przez portal eurobasket.com)
- Najlepsza środkowa II ligi rosyjskiej (2016)*
- Zaliczona do*:
  - I składu II ligi rosyjskiej (2016)
  - składu honorable mention PBL (2018)

Reprezentacja
- Mistrzyni Europy U–16 (2010)
- Wicemistrzyni Europy U–18 (2012)
- Uczestniczka mistrzostw:
  - świata U–19 (2013 – 9. miejsce)
  - Europy:
    - U–20 (2014 – 7. miejsce, 2015 – 4. miejsce)
    - U–18 (2012, 2013 – 5. miejsce)
    - U–16 (2010, 2011 – 6. miejsce)
- Zaliczona do*:
  - II składu Eurobasketu U–16 (2010)
  - składu honorable mention mistrzostw świata U–19 (2013)